# Sammenslutningen af Polske Elektroingeniører
Sammenslutningen af Polske Elektroingeniører (polsk: Stowarzyszenie Elektryków Polskich, SEP) er en polsk ikke-statslig organisation, der integrerer elektrikere af polsk oprindelse fra hele verden. Takket være sin åbne medlemskabsmodel samler det både ingeniører og teknikere samt unge studerende (studerende fra tekniske skoler og erhvervsskoler) inden for elektroteknik i bredeste forstand.

## Aktiviteter
SEP er hovedsagelig involveret i uddannelsesaktiviteter (kurser i betjening af elektrisk udstyr). SEP beskæftiger sig også med overensstemmelsesvurdering af elektriske lavspændingsprodukter (siden 1933) gennem sit kvalitetskontor, et SEP-agentur med nationale akkrediteringer og anerkendelse fra de mest prestigefyldte internationale og europæiske organisationer. Den gennemfører også et omfattende internationalt samarbejde under det engelske navn "Association of Polish Electrical Engineers". Den er medlem af Polens nationale sammenslutning af videnskabelige og tekniske foreninger og af den europæiske organisation EUREL.

## Historie
Fra den 7. til 9. juni 1919 blev der afholdt en kongres for at oprette Sammenslutningen af Polske Elektrotechnikerer. Professor Mieczysław Pożaryski blev valgt til den første formand. I 1928 fusionerede organisationen med Sammenslutningen af Polske Radioingeniører, og i 1929 blev navnet ændret til det nuværende navn ved en beslutning i bestyrelsen. I 1939 sluttede Sammenslutningen af Polske Telekommunikationsingeniører sig til SEP.

## Liste over formænd
- 1919–1928 – Mieczysław Pożaryski (første formand for SEP)
- 1928–1929 – Kazimierz Straszewski
- 1929–1930 – Zygmunt Okoniewski
- 1930–1931 – Kazimierz Straszewski
- 1931–1932 – Felicjan Karśnicki
- 1932–1933 – Tadeusz Czaplicki
- 1933–1934 – Alfons Kühn
- 1934–1935 – Jan Obrąpalski
- 1935–1936 – Alfons Kühn
- 1936–1937 – Janusz Groszkowski
- 1937–1938 – Alfons Hoffmann
- 1938–1939 – Kazimierz Szpotański
- 1939 – Antoni Krzyczkowski
- 1939–1946 – Kazimierz Szpotański
- 1946–1947 – Kazimierz Straszewski
- 1947–1949 – Włodzimierz Szumilin
- 1949–1950 – Stanisław Ignatowicz
- 1950–1951 – Tadeusz Żarnecki
- 1951–1952 – Jerzy Lando
- 1952–1959 – Kazimierz Kolbiński
- 1959–1961 – Tadeusz Kahl
- 1961–1981 – Tadeusz Dryzek
- 1981–1987 – Jacek Szpotański
- 1987–1990 – Bohdan Paszkowski
- 1990–1994 – Jacek Szpotański
- 1994–1998 – Cyprian Brudkowski
- 1998–2002 – Stanisław Bolkowski
- 2002–2006 – Stanisław Bolkowski
- 2006–2014 – Jerzy Barglik
- 2014–2022 – Piotr Szymczak[7]
- from 2022 – Sławomir Cieślik